# Primer aliento (álbum)
Primer Aliento es un disco recopilatorio del grupo musical Aviador Dro editado en el año 1992 por el sello "La Fábrica Magnética" bajo la referencia 9210FM44, en el que se reunieron todas las grabaciones que realizó el Aviador Dro a lo largo del primer año de existencia de Discos Radiactivos Organizados (DRO), es decir, los temas contenidos en el sencillo "Nuclear sí", en el maxisingle "Programa en espiral" y en el LP  "Alas sobre el mundo", todos ellos del año 1982.

Posteriormente en 1999 se editaría de nuevo a través de la compañía discográfica "Lollipop" (ref.: 108 107-4) con la diferencia que los temas se ordenaron cronológicamente y que se incluyó el tema "El nacimiento de la industria" (*) que apareció originalmente en el disco recopilatorio de artistas del sello DRO "Navidades Radioactivas" de 1982.

## Lista de canciones
| Título                                           | Autor                                        | Duración |
| ------------------------------------------------ | -------------------------------------------- | -------- |
| Programa en espiral                              | Servando Carballar                           | 3:40     |
| La persecución                                   | Servando Carballar                           | 4:33     |
| Telepatía                                        | Servando Carballar                           | 3:46     |
| El último asalto a la Bastilla                   | Servando Carballar                           | 4:34     |
| Sintonía del refugio atómico                     | Servando Carballar                           | 1:13     |
| Nuclear, sí                                      | Servando Carballar                           | 2:57     |
| El retorno de Godzilla                           | Servando Carballar                           | 2:22     |
| Varsovia en llamas                               | Servando Carballar                           | 3:32     |
| Brigada de demolición                            | Servando Carballar                           | 5:10     |
| Ondina                                           | Servando Carballar                           | 2:44     |
| La televisión es nutritiva                       | Servando Carballar                           | 3:00     |
| Cita en el asteroide Edén                        | Servando Carballar                           | 3:19     |
| Obsesión                                         | Servando Carballar                           | 2:50     |
| Sintonía de la moda estandarizada                | Servando Carballar                           | 2:42     |
| El laberinto del nuevo minotauro                 | Servando Carballar                           | 4:27     |
| Kraken                                           | Servando Carballar                           | 2:13     |
| Selector de frecuencias                          | Servando Carballar                           | 5:17     |
| La cicatriz en la fábrica roja                   | Servando Carballar                           | 3:03     |
| El nacimiento de la industria (*) -edición 1999- | José Antonio Gómez Saenz, Servando Carballar | 4:17     |